# Una charla junto a la chimenea
Una charla junto a la chimenea o Una charla junto al fuego es una pintura orientalista del pintor francés del siglo XIX Jean-Léon Gérôme. Se completó en 1881 y hoy se conserva en las colecciones del Museo de Arte Spencer de la Universidad de Kansas en Lawrence, Kansas, donde no está en exhibición. La pintura representa una conversación entre dos hombres en un interior otomano. 

## Contexto
Jean-Léon Gérôme nació en 1824 en el pueblo de Vesoul, en el Franco Condado. Gérôme aprendió a dibujar en la escuela de la mano del artista local Claude-Basile Cariage. Después de demostrar talento, fue enviado a París para comenzar a estudiar con Paul Delaroche en 1840. En los primeros años de su carrera, Gérôme produjo obras de éxito moderado y se dedicó a los estudios y viajes típicos de un artista en ciernes de la Academia de Bellas Artes. En 1847 recibió una medalla de tercer lugar en el Salón de París por su obra La pelea de gallos. Esta pintura en particular encarna el estilo neogriego que dominó los primeros años de Gérôme. Un comentarista contemporáneo le llamó "el líder de la nueva escuela, llamada los pompeístas". 
En 1856, Gérôme realizó su primer viaje a Egipto. En este viaje, el artista recorrió el Nilo, atravesó el desierto del Sinaí y llegó a ciudades del Levante como Jerusalén y Damasco. Este viaje sirvió como catalizador para dar inicio a temas orientalistas que luego definirían gran parte de la mitad de su carrera. Gérôme emprendería varios viajes más por Oriente Próximo, Egipto y el Magreb durante su vida, durante los cuales reuniría accesorios que llevaría a Francia y utilizaría en la ejecución de sus pinturas. Una charla junto a la chimenea fue pintado por Gérôme una vez que regresó a París después de viajar a la Turquía otomana en 1879. 
Cuando el pintor compuso el cuadro, ya se acercaba a los sesenta años. En los años anteriores, Gérôme se había convertido en un verdadero gigante del mundo del arte francés de mediados del siglo XIX. Enseñó a estudiantes en la Academia de París y fue un fiel defensor del academicismo al criticar a los impresionistas. En ese momento, en la mitad de su carrera, Gérôme había adoptado simultáneamente un nuevo medio al aprender y eventualmente dominar también la escultura. Su debut como escultor se produjo en 1878 en la Exposición Universal de París, donde presentó Los gladiadores, una impresionante representación en bronce a tamaño natural de las figuras de su famosa pintura de 1872 Pollice Verso. A principios de la década de 1880, el estatus artístico de Gérôme era irreprochable y quizás era el artista vivo más famoso del mundo.

## Composición
Los protagonistas de Una charla junto al fuego son dos hombres que conversan tranquilamente mientras se calientan frente al fuego. Los hombres posan con naturalidad, sin prestar atención al espectador. El hombre sentado en una caja a la izquierda está vestido con el atuendo de un soldado otomano. Su homólogo, de pie a la derecha, está vestido como un sirviente de palacio (con harapos y descalzo). Cada uno tiene una pipa, aunque el soldado ha dejado la suya a su derecha para calentarse las manos con el calor que emana del fuego. El sirviente está encendiendo su chibuquí (pipa oriental, de boquilla muy larga, a veces hasta el suelo, al contrario que las occidentales). A la izquierda del soldado, éste ha apoyado su mosquete contra la pared. Detrás del sirviente, un gato negro se sienta en el borde de la chimenea, de espaldas al espectador y mirando fijamente el fuego. En el extremo derecho, un pasillo se extiende hacia la oscuridad. Gérôme firmó el cuadro "J. L. GEROME" en el pedestal de la chimenea, cerca de los pies del soldado sentado. 

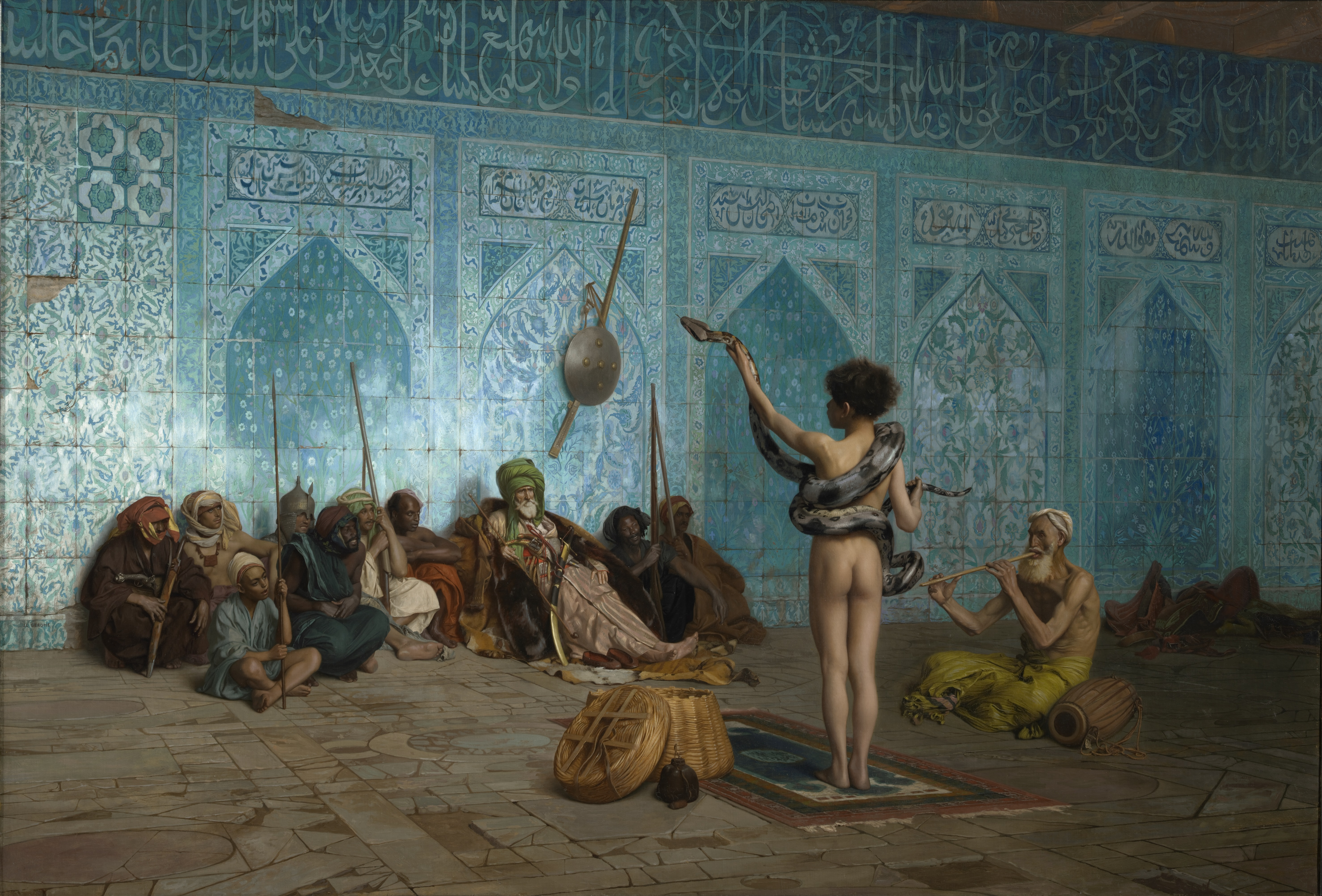
El encantador de serpientes (Le Charmeur de Serpent), pintura de Gérôme de 1879. Gérôme utiliza los bellos azulejos arruinados para aludir a una civilización que ya pasó su mejor momento. En esta pintura anterior, Gérôme también emplea la actuación de un niño desnudo encantando una serpiente para hacer un inciso sobre la moral decadente oriental.

Los dos hombres están reunidos alrededor de una gran chimenea. Tanto la repisa de este elemento como gran parte de la pared en la que está empotrada la chimenea están adornadas con azulejos de Iznik. Estos azulejos están decorados con un patrón de vides en flor, típico de los azulejos producidos por los alfareros de Iznik en el apogeo de la producción en el siglo XVI. Los azulejos se encuentran en un estado notablemente deteriorado. Están desgastados, manchados y quemados; algunos incluso están desconchados, dejando al descubierto la pared de piedra desnuda que hay debajo. Esto está en consonancia con el tema orientalista de representar el Oriente como un lugar lleno de una belleza empañada por los restos del lejano tiempo de su apogeo. Recuerda a la pared de azulejos representada en otra de las obras de Gérôme: El encantador de serpientes, de un par de años antes, en 1879. También en este caso Gérôme recrea una imagen de belleza pasada que en el presente está cayendo en el olvido. 
El mosquete (tüfenk) apoyado en la pared a la izquierda del soldado es algo así como un anacronismo. Este tipo de mosquetes eran comunes en el antiguo régimen de los Jenízaros, antes de que el cuerpo fuera disuelto en el Incidente Afortunado en 1826. A finales del siglo XIX, el ejército otomano compraba el rifle Peabody-Martini Mark-1 a su fabricante en Estados Unidos. Es posible que Gérôme haya traído esa antigüedad de sus viajes, y también puede haber tomado la decisión deliberada de representar al ejército otomano como relativamente primitivo.
A pesar de su temática turca, este cuadro no fue en realidad ejecutado por el maestro mientras viajaba por Oriente. Más bien, Gérôme reunía trajes, accesorios e incluso escenografía mientras viajaba y los traía a Francia, donde organizaba escenas para pintar en su estudio. En este cuadro, Gérôme vistió a un par de sus modelos habituales con trajes que recogió en sus viajes y los colocó entre accesorios que sugerirían un interior oriental.

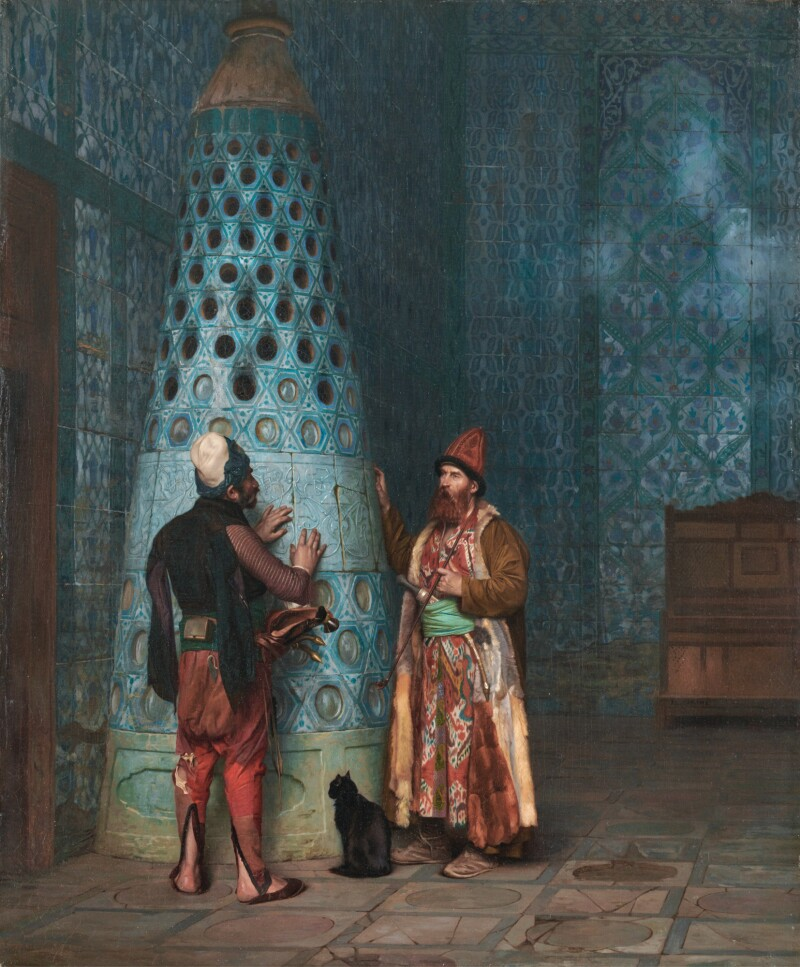
Esperando la audiencia, 1881.

El tema del lienzo puede compararse con Esperando la audiencia, también pintado en 1881, donde también un soldado y ahora un cortesano, también con el mismo gato negro sentado, esperan calentándose las manos sobre una estufa cerrada también de cerámica azul de Iznik.